# 蚤の自叙伝

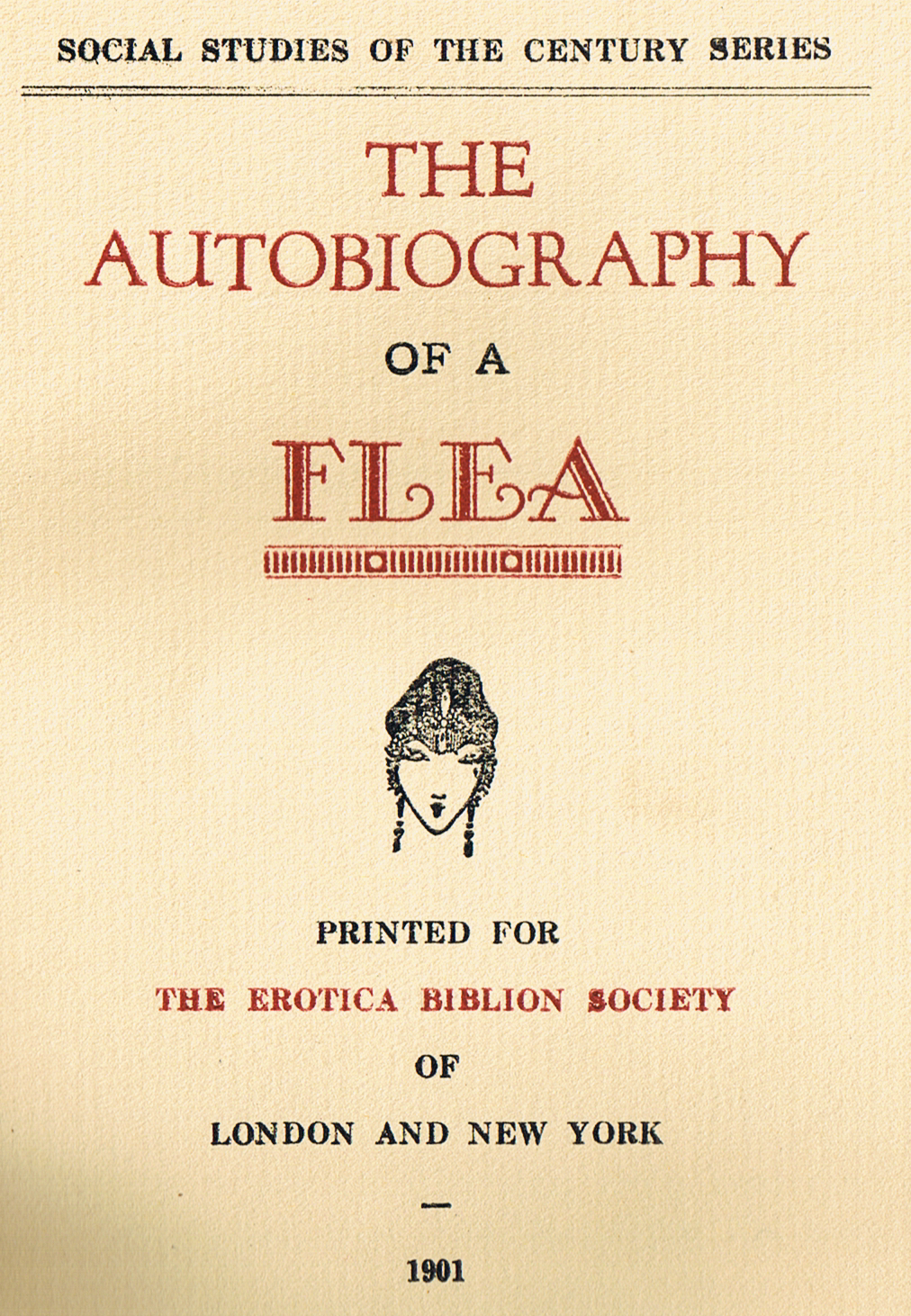
エロティカ・ビブリオン・ソサエティー版(1901年の表記だが実際に刊行されたのは1935年と考えられる)

『蚤の自叙伝』（のみのじじょでん 英: The Autobiography of a Flea）は、19世紀に匿名で刊行された性愛小説である。
刊行時期については諸説あり、1885年、1887年もしくは1888年であるとされる。かつては1901年刊とされていたこともあったが、これはエロティカ・ビブリオン・ソサエティー刊行の書による表記で、初出ではない。日本においては紅霓娘（佐藤紅霞）が雑誌『文藝市場』（終号）および後継誌の『カーマシャストラ』で邦訳『蚤十夜物語』の連載を行い、完全版は『蚤の自叙傳』として文芸資料研究会より発兌された。この日本語訳は1910年、W.GAYDAによってアメリカ合衆国のフィラデルフィアで刊行された書に基づいている。
小説は、蚤によって語られるが、美しい娘ベラが性に対する好奇心に陥る話と彼女の無知につけ込む人々の話である。好色文学であるとともに、神父達を不死身で、ひとを操るのが上手い偽善者として描くことによって反教会メッセージが盛り込まれている。
1976年にポルノ映画化された。

## 出版詳細
- 18xx年 The Autobiography of a Flea, told in a Hop, Skip and Jump, and Reccounting all his Experiences of the Human and superhuman Kind, both Male and Female; with his Curious Connections, Backbitings, and Tickling Touches; the whole scratched together and arranged for the Delectation of the Delicate, and for the Information of the Inquisitive., Cytheria:The Phlebotomical Society,1789 Large Paper(LP)。刊記は架空のもので、1885年もしくは1887年に刊行されたと考えられている。1885年とする説は現存の同書に1885年と書入があることによる。, OCLC 557517026
- 1888年 The autobiography of a flea; A Complete Edition,Paris:Isidore Liseux , OCLC 42518461
- 1890年 フランス語訳が英沸愛書私的陳列館(フランス、オランダ)より出版。
- 1890年 Charles Carringtonより復刻版出版。底本はThe Phlebotomical Society版。印刷はブリュッセル(オランダ)。 , OCLC 819331984
- 1910年 W.GAYDA(アメリカ,フィラデルフィア)出版。佐藤の邦訳の底本。公共図書館架蔵は1915年の第三版。, OCLC 557517061
- 1927年-1928年 雑誌『文藝市場』『カーマシャストラ』上にて佐藤紅霞による邦訳『蚤十夜物語』連載。
- 192x年 前出邦訳の完全版である『蚤の自叙傳』出版。
- 1935年(？) エロティカ・ビブリオン・ソサエティー（ロンドン、ニューヨーク）出版。ハードカバー。表記は1901年であるが実際の刊行は1935年であると思われる。 , OCLC 8006141
- 1952年 原一平訳『蚤の浮かれ噺』(東京書院)出版。, OCLC 672492860
- 1968年 ドイツ語訳 Autobiografie eines Flohs , OCLC 467361205
- 1984年 江藤潔訳『吾輩は蚤である』富士見書房(富士見ロマン文庫), OCLC 672990363